# اچ‌ام‌ان‌زداس کاهو (پی۳۵۷۱)
اچ‌ام‌ان‌زداس کاهو (پی۳۵۷۱) (به انگلیسی: HMNZS Kahu (P3571)) یک کشتی است که طول آن ۱۱۲ فوت (۳۴ متر) می‌باشد.